# Усть-Царева
Усть-Царева — посёлок в Тотемском районе Вологодской области.
Входит в состав Пятовского сельского поселения, с точки зрения административно-территориального деления — в Пятовский сельсовет.
Расположен на левом берегу реки Сухона. Расстояние по автодороге до районного центра Тотьмы — 12 км, до центра муниципального образования деревни Пятовская — 13 км. Ближайшие населённые пункты — Внуково, Дедов Остров, Советский.
По переписи 2002 года население — 63 человек ( мужчины, женщина). Преобладающая национальность — русские (98 %).